# صفن

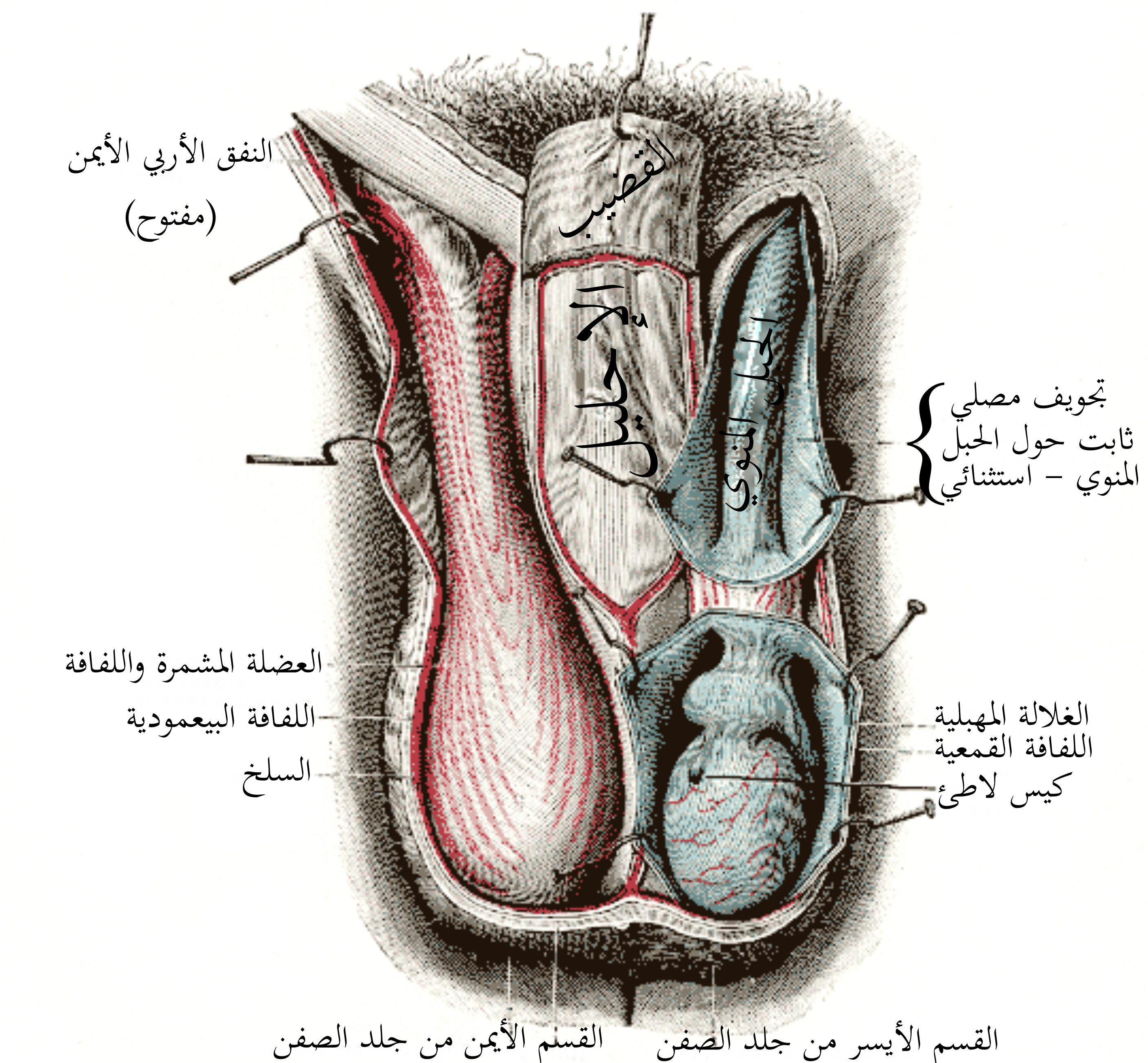
صورة توضيحية لتشريح كيس الصفن

الصَفَن هو أحد التراكيب الذكرية التشريحية وهو عبارة عن كيس مُعلّق من الجلد والعضلات الملساء ويتميز بأنه ثنائي الغرف.يوجد كيس الصفن في أغلب ذكور الثدييات ويُوجد أسفل القضيب. ويقوم بحفظ الخصيتين. عادةً تقع إحدى الخصيتين في مستوي أقل من الأخرى بشكلٍ طبيعي وهذا يقلل من حدوث الضغط على الخصيتين.
وهو مهم في الحفاظ على حرارة الخصيتين لإنتاج الحيوانات المنوية، لأن درجة الحرارة تكون أقل من درجة حرارة الجسم وهذا يناسب إنتاج الحيوانات المنوية. وينكمش إلى أعلى تجاه الجسم إذا كان الجو بارداً لاكتساب حرارة من الجسم، ويتمدد إلى خارج الجسم إذا كان الجو حاراً حتى لا يزيد من حرارة الخصيتين بالتصاقها في الجسم.
رفاء العِجان هو تل صغير عمودى يمثل ارتفاعاً صغيراً من جلد كيس الصفن ويوجد تحتهُ مباشرةً حاجز الصفن.و يبدو كخط طولى رقيق يمتد من الأمام إلى الخلف على طول كيس الصفن.يحتوى كيس الصفن على اللفافة المنوية الخارجية، البربخ، الخصيتين والقناة الناقلة.يحمل انتفاخ العِجان بعض أنسجة البطن بداخله بما في ذلك شريان الخصية، وريد الخصية والضفيرة الوريدية المحلاقية.
في البشر وبعض الثدييات الأخرى، يصبح كيس الصفن مغطى بشعر العانة عند سِن البلوغ.كيس كيس الصفن بيولوجيا هو مثيل للشفرين الكبيرتين في الإناث. على الرغم من وجود كيس الصفن في معظم الثدييات، إلا أنه غير موجود في أغلب الثدييات البحرية، مثل الحيتان والفقمة، وكذلك في بعض الفصائل من الثدييات البرية، مثل الوحشيات الأفريقية وعدد كبير من عائلات الخفافيش والقوارض والحشرات.

## التكوين

### الإمداد العصبي
يحصل السطح الأمامي الطرفي من كيس الصفن على التغذية العصبية عن طريق الفرع التناسلي من العصب التناسلي الفخذي.يحصل السطح الأمامي على التغذية العصبية من خلال الأعصاب الصفنية الأمامية من العصب الحرقفي الأربي.أما السطح السفلي من كيس الصفن فيحصل على الإمداد العصبي من الأعصاب الصفنية الخلفية من العصب الشظوى.ونهايةً يحصل السطح السفلي على الإمداد العصبي من الفروع العجانية من العصب الجلدي الخلفي للفخذ.

### الإمداد الدموي
يحصل كيس الصفن على الإمداد الدموي من ثلاثة أصول : الشريان الصفني الأمامي، الشريان الصفني الخلفي والشريان الخصية.

### الأنسجة الجلدية المرافقة
الشعر، الغدد الدهنية، الغدد المفترزة والعضلات الملساء.
كيس الصفن يعتبر ذا لونٍ أغمق من بقية الجسم. والحاجز الصفنى هو عبارة عن غشاء من النسيج الضامّ يقوم بتقسيم الكيس إلى تجويفين.

### النظام الليمفوى
الصرف الليمفاوى في كيس الصفن في البداية يكون إلى الغدد الأربية السطحية ومنها إلى الغدد الأربية العميقة التي بدورها تصب في الغدد الحرقفية المشتركة وفي نهاية المطاف إلى صهريج الكيلوس.

### الأوعية اللميفاوية
الغدد الليمفاوية الأربية السطحية، الغدد الليمفاوية المأبضيّة والغدد تحت الأربية العميقة.

## التطور

### تناظُر الأعضاء الجنسية بين الجنسين
ُ تُفرز هرمونات الذكورة من الخصيتين أثناء الحياة الجنينية من أجل تطوير الأعضاء الجنسية الثانوية.يُعتبر كيس الصفن تطوُّريّاً نظيراً للشفرات الصغيرة والكبيرة في الإناث بفارق أن الإناث لا تمتلك رفاءً. الأجهزة والأنسجة التناسلية تبدأ في التطور في الإناث والذكور خلال الأسبوع الخامس بعد الإخصاب. النتوءات التناسلية تنمو خلف الغشاء البريتوني. وبحلول الأسبوع السادس، تتكوّن الِحبال الجنسية الابتدائية ضِمن سلسلة من تلال الغدد التناسلية . وفي الخارج يظهر تورم يسمى الحديبة التناسلية على الغشاء المذرقي.حتى الأسبوع الثامن بعد الإخصاب، لا تظهر الأعضاء التناسلية بحيث تكون مختلفة بين الذكور والإناث، أي تكون غير متباينة. ويبدأ إفراز هرمون التستوستيرون خلال الأسبوع الثامن، واصلاً إلى مستويات الذروة خلال الأسبوع الثالث عشر وينخفض في نهاية المطاف إلى مستويات متدنية جدا في نهاية الثلث الثاني من الحمل. يسبب هرمون تستوستيرون إذكارالشفرات الصفنية في كيس الصفن. يتم تشكيل رفاء الصفن عند إغلاق الأخدودين الجنيني والبولى عند الأسبوع الثاني عشر.

### اللاتماثُل
إحدى الخصيتين تكون عادةً في مستوى أقل من الآخرى. و في البشر تحديداً تقع الخصية اليسري على مستوى أقل عادةً من اليُمنى.

### نمو وبلوغ كيس الصفن
على الرغم من أن تكوُّن الخصيتين وكيس الصفن في الحياة الجنينية في وقتٍ مبكر، إلا أنّ النضج الجنسي يبدأ عند دخول مرحلة البلوغ. زيادة إفراز هرمون التستوستيرون يسبب اسمرار جلد كيس الصفن ونمو شعر العانة عليه .

### الهيكل الداخلى
أنسجة وأعضاء إضافية داخل كيس الصفن :
زائدة البربخ.
تجويف الغلالة البيضاء./
العضلة المشمرة./
الغلالة السلخية/
القناة الناقلة./
القنيات الصادرة/
البربخ/
خلية ايديغ/
فصيص من الخصيتين/
البريبخ/
الشبكة الخصوية/
الحاجز الصفني/
الأنبيبات المنوية/
خلية سيرتولي/
الحبل العصبي/
الخصيتين/
الغلالة البيضاء من الخصية/
الطبقة الحشوية من الغلالة المهبلية/
الطبقة الحشوية من الغلالة المهبلية /
الغلالة الوعائية الخصية/
الأسهر.

## الوظيفة

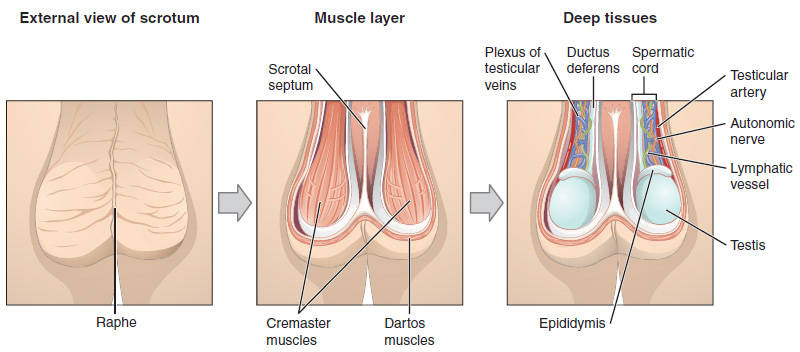
صورة توضيحية للعضلات والأجزاء الأعمق في كيس الصفن.

يقوم كيس الصفن بتنظيم درجة حرارة الخصيتين ويحافظ عليها عند 35 درجة مئوية (95 درجة فهرنهايت)، أي درجتين أقل من درجة حرارة الجسم (37 درجة مئوية) أو (98.6 درجة فهرنهايت). ارتفاع درجة الحرارة يؤثر على الحيوانات المنوية ويتم السيطرة على درجة الحرارة عن طريق العضلات الملساء في الصفن تحريك الخصيتين إما أقرب أو أبعد من البطن حسبَ درجة الحرارة المُحيطة. يتم ذلك عن طريق عضلة المشمرة في البطن ورباط السلخية (أنسجة العضلات تحت الجلد).
.

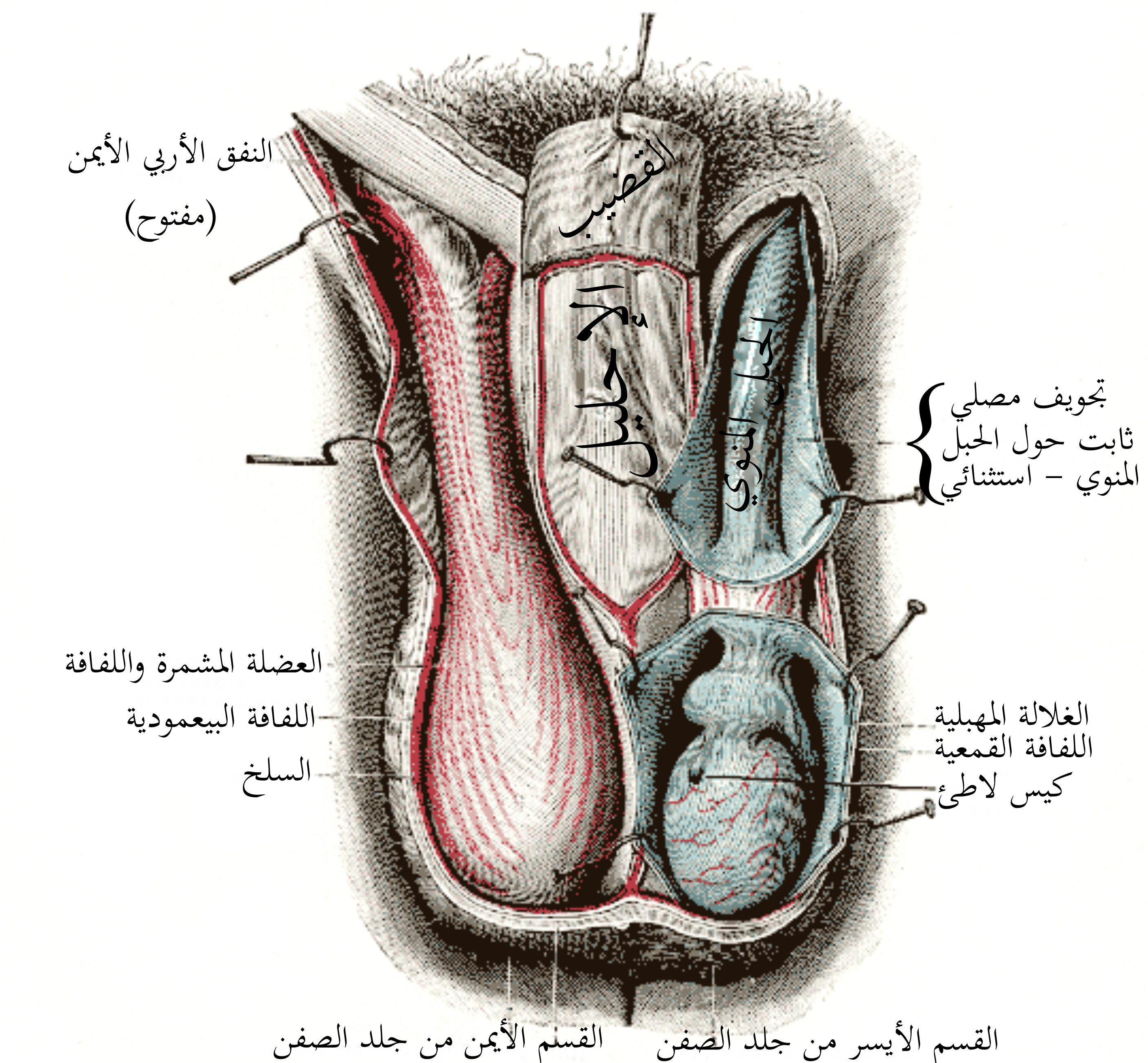
رسمة توضيحى لكيس الصفن وعلى الجانب الأيسر تم شق الغلالة المهبلية أمل على الجانب الأيمن تم إزالة الطبقات فوق العضلة المشمرية فقط.

وجود كيس الصفن والخصيتين خارج تجويف البطن قد يوفر مزاياً إضافية. لا يتأثر كيس الصفن الخارجي عن طريق الضغط في البطن. لأنّ هذا قد منع تفريغ الخصيتين قبل أن يتم نضج الحيوانات المنوية بما فيه الكفاية للإخصاب.
.الميزة الأخرى هي أنه يحمي الخصيتين من الصدمات والضغط مع أسلوب الحياة النشط. الحيوانات التي لديها نطاق حركة هائل جدا - مثل الفيل، الحوت لديها خصيتين داخليتين ولا يوجد لها كيس صفن.

## أهمية طبية
هناكَ دراسة أشارت إلى أنّ استخدام جهاز كمبيوتر محمول ووضعه بشكل مستمر على الركبة من الممكن أن يؤثر سلبا على إنتاج الحيوانات المنوية.

## التشخيص السريري
أشارت دراسة إلى أن استخدام جهاز كمبيوتر محمول موضوع على الركبة يمكن أن يؤثر سلبًا على إنتاج الحيوانات المنوية.  

### الأمراض والحالات
يمكن أن يتسبب كيس الصفن ومحتوياته في الإصابة بأمراض أو حدوث إصابات. وتشمل هذه:
- داء المبيضات (عدوى الخميرة)
- كيس دهني
- كيس جلدي
- أدرة
- قيلة دموية
- المليساء المعدية
- القيلة المنوية
- مرض باجيت في كيس الصفن

قالب:استشهد بالويب</ref>
- دوالي الخصية
- الفتق الإربي
- التهاب البربخ السحري
- التواء الخصية
- الثآليل التناسلية
- سرطان الخصية
- التهاب الجلد
- الخصيتين المعلقة
- كلوديرما
- النكاف
- الجرب
- الهربس
- قمل العانة
- قريح ( مستدمية دوكرية ')
- الكلاميديا ( الكلاميديا الحثرية ')
- السيلان ('النيسرية البنية' ')
- الورم الحبيبي inguinale أو ("كلبسيلة حبيبية الشكل")
- مرض الزهري ('اللولبية الشاحبة' ')
- اكزيما كيس الصفن
- مرض الصدفية الصفنية
- نقص الريبوفلافين [17]